# Palmela
Palmela (portugisiskt uttal: [palˈmɛlɐ]
 ( lyssna)) är en stad och kommun i södra Portugal, 8 km norr om Setúbal. 
Staden har 18 791 invånare (2021).
Den ingår i Setúbals distrikt, och är en del av Storstadsområdet Lissabon (Área Metropolitana de Lisboa).
Kommunen har 62 856 invånare (2021) och en yta på 463 km². Den består av 4 kommundelar (freguesias).

## Etymologi
Ortnamnet Palmela antas härstamma från latinets palmella (”lilla palmträdet ”).

## Geografi
Traktens terräng är ganska jämn med några få höjder. Palmelas borg är just belägen på en sådan höjd av 378 meter över havet.
Klimatet är medelhavsklimat, med en tre månaders lång torr period på sommaren och måttliga temperaturer på vintern.

Palmela
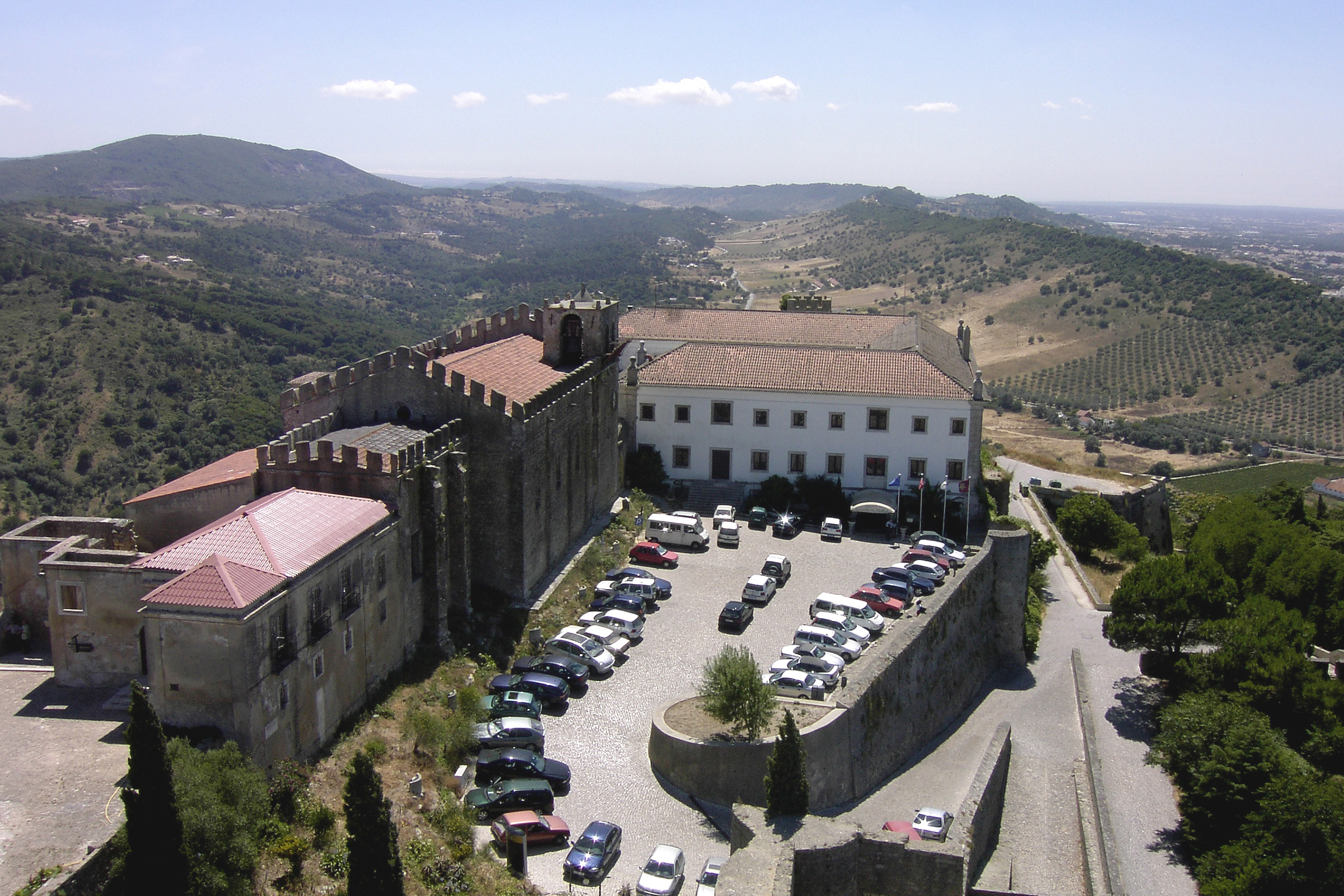
Borgen
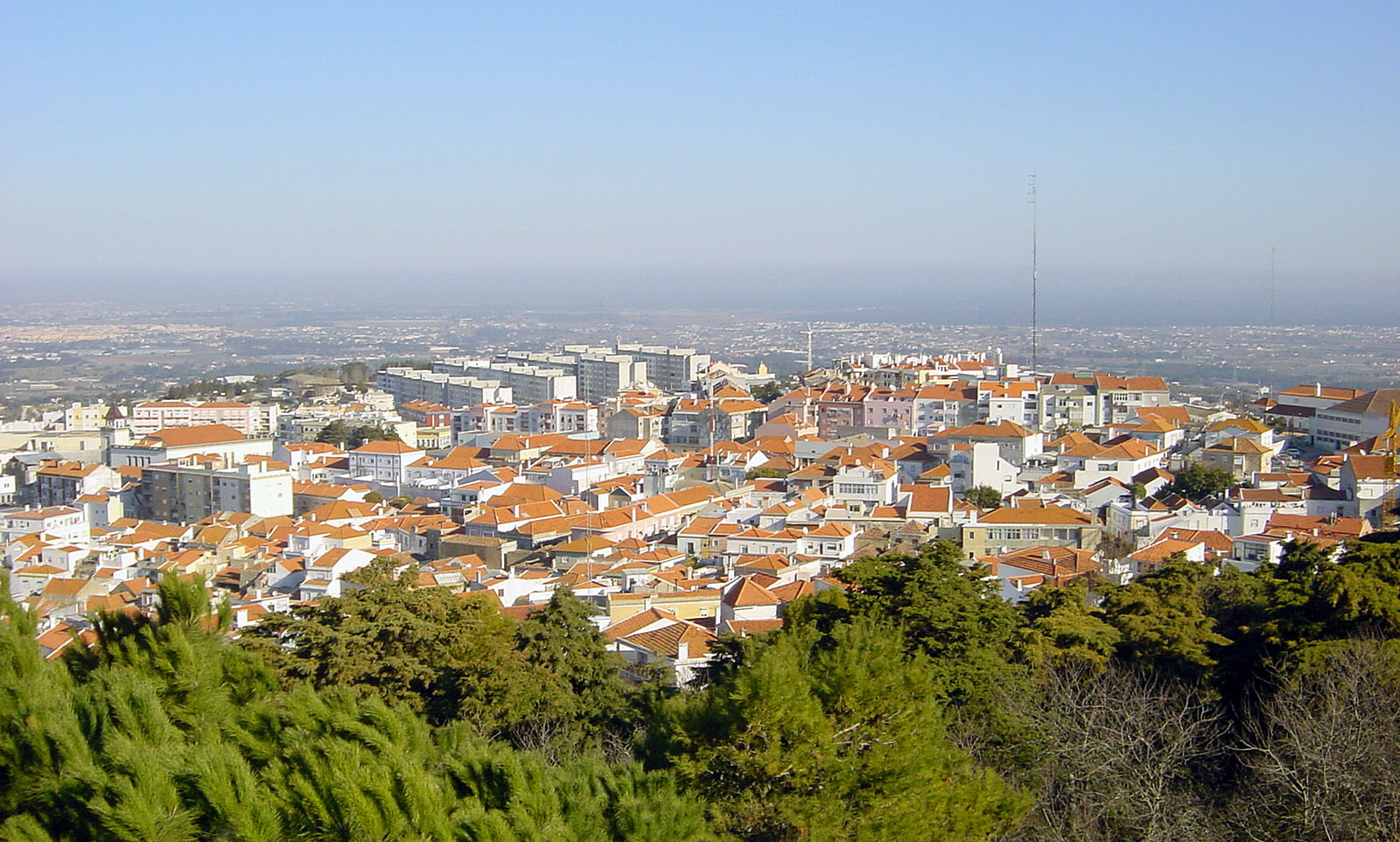
Staden
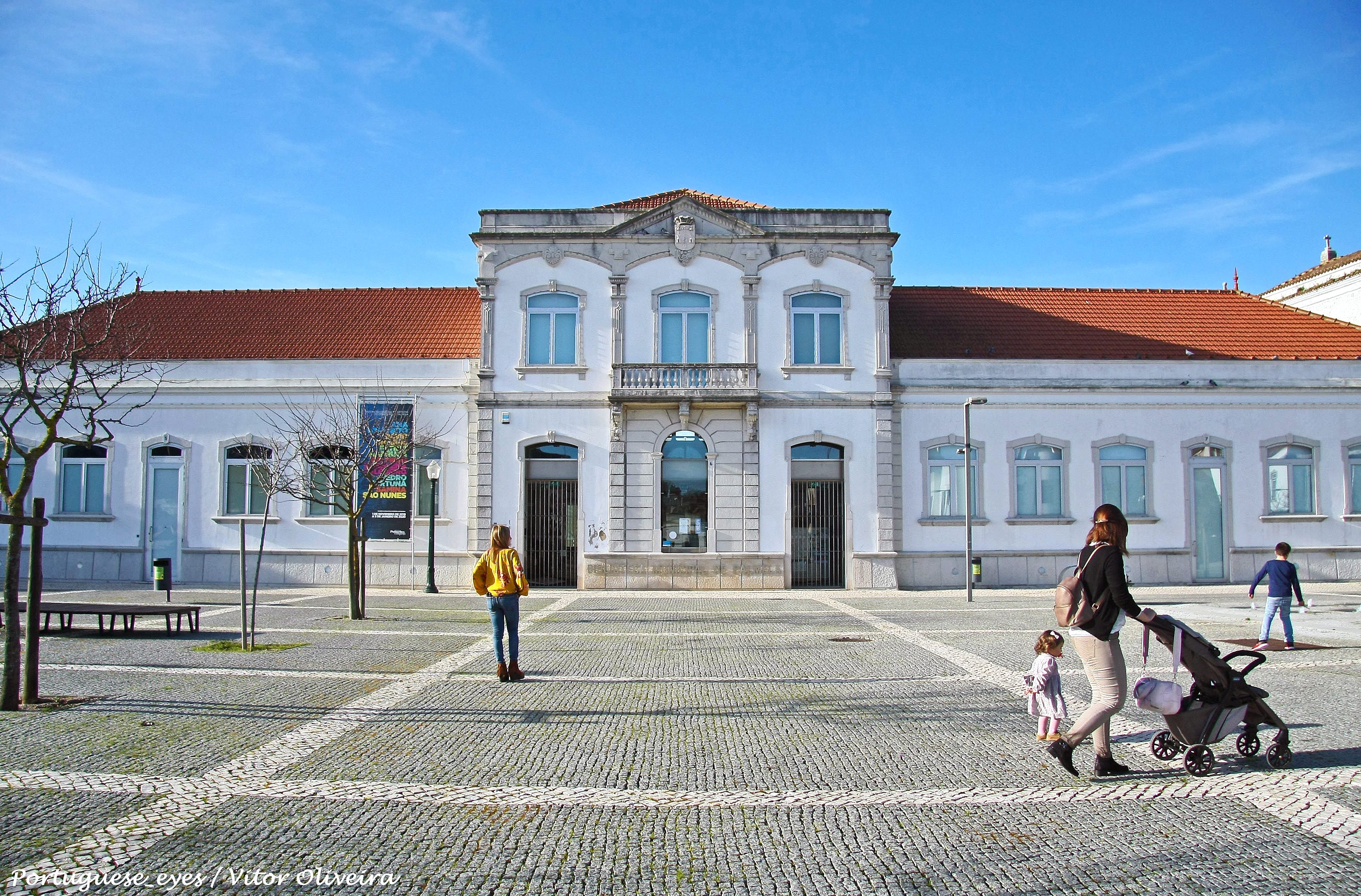
Folkbiblioteket
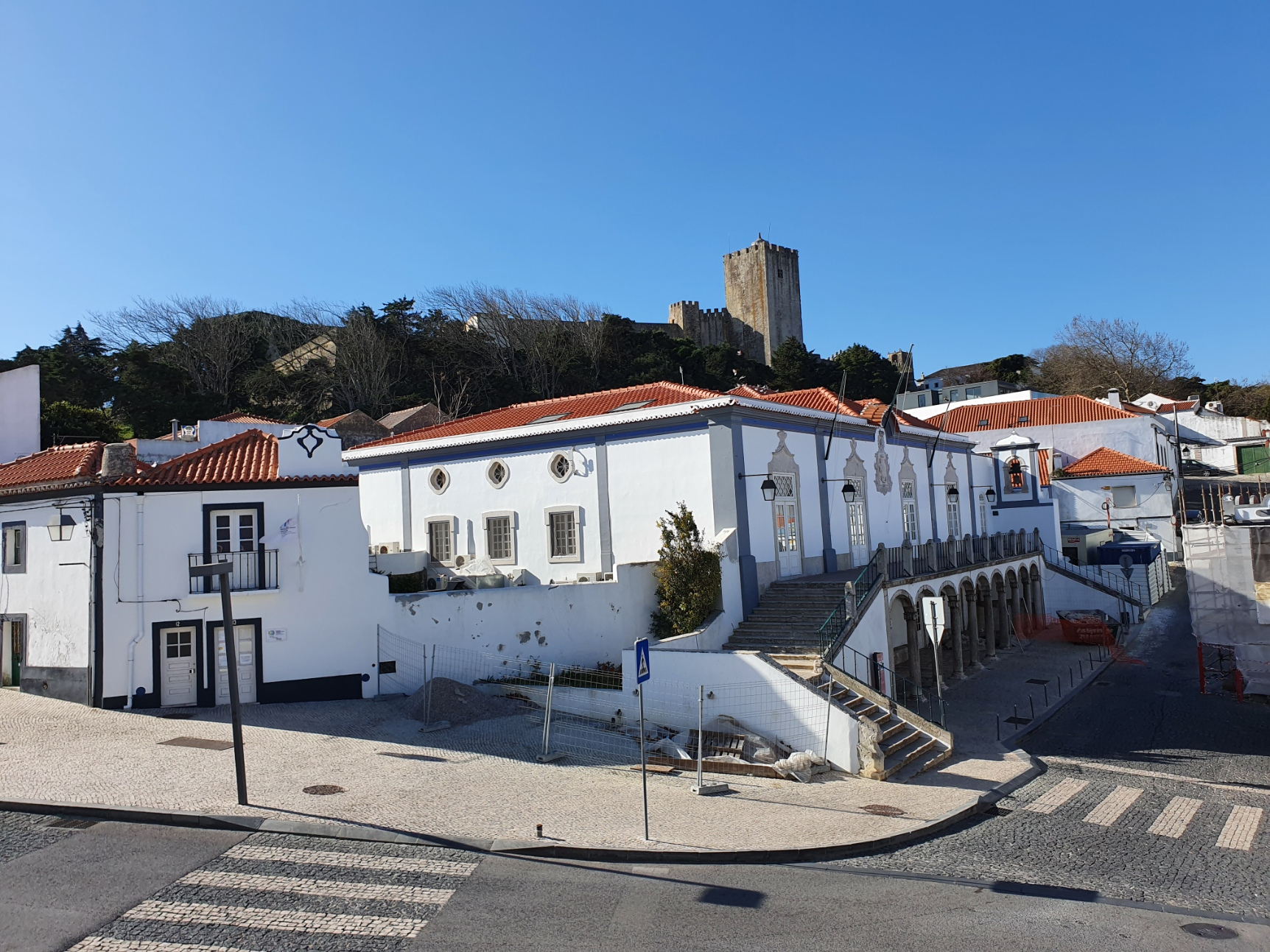
Kommunhuset